# In Absentia (album)
In Absentia – siódmy album studyjny brytyjskiej grupy Porcupine Tree wydany po raz pierwszy 24 września 2002. Jest to pierwsza płyta zespołu nagrana z nowym perkusistą – Gavinem Harrisonem, który zastąpił Chrisa Maitlanda.

## Lista utworów

### Oryginalne wydanie
1. „Blackest Eyes” – 4:23
2. „Trains” – 5:56
3. „Lips of Ashes” – 4:39
4. „The Sound of Muzak” – 4:59
5. „Gravity Eyelids” – 7:56
6. „Wedding Nails” – 6:33
7. „Prodigal” – 5:35
8. „.3” – 5:25
9. „The Creator Has a Mastertape” – 5:21
10. „Heartattack in a Layby” – 4:15
11. „Strip the Soul” – 7:21
12. „Collapse the Light into Earth” – 5:54

### European Special Edition
Dysk A
1. „Blackest Eyes” – 4:23
2. „Trains” – 5:56
3. „Lips of Ashes” – 4:39
4. „The Sound of Muzak” – 4:59
5. „Gravity Eyelids” – 7:56
6. „Wedding Nails” – 6:33
7. „Prodigal” – 5:35
8. „.3” – 5:25
9. „The Creator Has a Mastertape” – 5:21
10. „Heartattack in a Layby” – 4:15
11. „Strip the Soul” – 7:21
12. „Collapse the Light into Earth” – 5:54

Dysk B
1. „Drown With Me” – 5:21
2. „Chloroform” – 7:14
3. „Strip the Soul” (teledysk) – 3:35

## Twórcy
Skład zespołu
- Steven Wilson – śpiew, gitara prowadząca, pianino
- Gavin Harrison – perkusja
- Colin Edwin – gitara basowa
- Richard Barbieri – keyboard, syntezatory

Udział gościnny
- Awiw Gefen – śpiew (utwory 3, 7)
- John Wesley – śpiew (utwory 1, 3, 7), gitara poboczna (utwór 1)

## Pozycje na listach
| Lista | Kraj   | Pozycja |
| ----- | ------ | ------- |
| OLiS  | Polska | 47      |